# Saint-Donat-sur-l'Herbasse
 Saint-Donat-sur-l'Herbasse  es una población y comuna francesa, en la región de Ródano-Alpes, departamento de Drôme, en el distrito de Valence y cantón de Saint-Donat-sur-l'Herbasse.

## Demografía
| 2345 | 2217 | 2141 | 2233 | 2658 | 3132 |
| Para los censos de 1962 a 1999 la población legal corresponde a la población sin duplicidades (Fuente: INSEE [Consultar]) |      |      |      |      |      |